# مجلس أحرار الإسلام
مجلس أحرار الإسلام (بالأردية: مجلس احرارلأسلام)، المعروف أيضًا باختصار أحرار، هو حزب سياسي مسلم في شبه القارة الهندية تأسس خلال الراج البريطاني (قبل تقسيم الهند) في 29 ديسمبر 1929 في لاهور.
كان أغلب أعضاء المجلس أعضاء سابقين في حركة الخلافة. الحزب مقره في البنجاب، وحشد الدعم من الطبقة المتوسطة، وأبرز قادة الحزب هم: تشودري أفضل حق، مولانا حبيب الرحمن لوديانفي وسيد عطا الله شاه بخاري.
ضم الحزب جميع الطوائف السنية والبريلوية، والديوبندية، وأهل الحديث، والشيعة، والتقدميون والشيوعيون.